# V346 Большого Пса
V346 Большого Пса (лат. V346 Canis Majoris) — одиночная переменная звезда в созвездии Большого Пса на расстоянии (вычисленном из значения параллакса) приблизительно 6468 световых лет (около 1983 парсеков) от Солнца. Видимая звёздная величина звезды — от +12,7m до +11,9m.

## Характеристики
V346 Большого Пса — красный гигант, пульсирующая полуправильная переменная звезда типа SRB (SRB) спектрального класса M8III или M8. Эффективная температура — около 3000 К.